# Zimtbrauner Hautkopf
Der Zimtbraune Hautkopf (Cortinarius cinnamomeus, Syn.: Dermocybe cinnamomea) ist ein Blätterpilz aus der Familie der Schleierlingsverwandten (Cortinariaceae). Der kleine bis mittelgroße Hautkopf hat einen faserigen bis kleinschuppigen, mehr oder weniger zimtbraunen Hut und jung leuchtend orangefarbene Lamellen. Stiel, Cortina und Fleisch sind mehr oder weniger deutlich gelb gefärbt. Man findet den Schleierling häufig in jungen Fichten- oder Kiefernwäldern, die Fruchtkörper erscheinen von Juli bis Oktober. Er ist in fast ganz Europa verbreitet und ziemlich häufig. Sein Verbreitungsgebiet reicht weit in die nordboreale Klimazone hinein. Der auch als Zimt- oder Zimtgelber Hautkopf bezeichnete Schleierling ist wie alle Hautköpfe ungenießbar.

## Merkmale

### Makroskopische Merkmale
Der Hut ist 3–7 (9) cm breit, jung halbkugelig bis gewölbt, später flacher, meist stumpf, aber auch spitz gebuckelt. Die besonders zum Rand hin seidig-faserige oder feinschuppige und später kahle Hutoberfläche ist gelb- bis zimtbraun gefärbt und ocker- oder olivfarben getönt. Die Hutmitte ist meist mehr rotbraun, der Hutrand mehr ockerbraun getönt.
Die breiten Lamellen sind ausgebuchtet angewachsen und stehen gedrängt. Sie sind sehr variabel gefärbt von anfangs leuchtend orange bis später zimtbraun, die Lamellenschneiden sind heller gelb gefärbt. Das Sporenpulver ist rostbraun.
Der Stiel ist 4–6 (–8) cm lang und etwa 0,8 cm breit. Er ist gelblich und hat oft zur Basis hin eine mehr oder weniger deutlich olive Tönung. Bisweilen kann er auch braunfaserig gezont sein. Das Stielinnere ist jung ausgefüllt und im Alter meist hohl. Das Velum oder die Cortinareste am Stiel sind gelblich gefärbt.
Das Fleisch ist lebhaft gelb, wobei es in der Stielbasis oft trüber gefärbt ist. Es riecht schwach gras- oder rübenartig und schmeckt mehr oder weniger mild.

### Mikroskopische Merkmale
Die elliptischen, feinwarzigen bis fast glatten Sporen messen 7–9 × 4,5–5 µm, die Basidien 25 × 5–7 µm.

## Artabgrenzung
Es gibt eine ganze Reihe ähnlicher Hautköpfe, die man mit dem Zimtbraunen Hautkopf verwechseln kann. Wie zahlreiche falsch benannte Einträge in der Genbank beweisen, gibt es selbst unter Experten zahlreiche Fehlbestimmungen, da die morphologischen und genetischen Unterschiede der Arten minimal sind und die Arten immer noch unzureichend voneinander abgegrenzt sind. So sieht der häufige und sehr variable Safranblättrige Hautkopf (Cortinarius croceus) ganz ähnlich aus. Die nah verwandte Art hat lebhaft gelbe bis blass safranfarbene Lamellen, die im Kontrast zum dunkleren, olivbraunen Hut stehen, und riecht nach Jod.
Ebenfalls nahe verwandt ist der Gelbblättrige Zimt-Hautkopf (C. cinnamomeoluteus), der gelb bis zimtbraune Lamellen hat. Er unterscheidet sich hauptsächlich durch den Standort. Der Hautkopf wächst an feuchten Stellen bei Erlen und Weiden.
Der Orangerandige Hautkopf (C. malicorius) hat (safran)orange Lamellen. Er ist gekennzeichnet durch seinen auffallend zweifarbigen Hut, mit dem leuchtend orangegelben Rand und der dunkleren braunen Mitte. Hut und Stiel reifer Fruchtkörper sind insgesamt dunkler und die schmalen, fast spindeligen Sporen sind kleiner (5,5–6 × 3,5–4 µm). Der Hautkopf wächst bevorzugt auf Sand- oder Moorböden in feuchten, kollinen oder montanen Fichten- oder Kiefernwäldern.
Der ebenfalls ähnliche Orangeblättrige Hautkopf (C. sommerfeltii) hat nie leuchtend orangefarbene Lamellen und ist kleiner. Insgesamt ist er durch die trüben Farben und den düster braunen Hut, der oft konzentrisch gezont ist, gekennzeichnet. Der Orangeblättrige Hautkopf wächst in älteren Kiefernforsten.
In Nordeuropa und eventuell auch in den Alpen kommen mit C. polaris und C. sylvae-norvegica zwei weitere Verwechslungsarten hinzu.

## Ökologie und Verbreitung

Europäische Länder mit Fundnachweisen des Zimtbraunen Hautkopfs
Legende:
Länder mit Fundmeldungen
Länder ohne Nachweise
keine Daten
außereuropäische Länder

Der Schleierling ist nahezu über die gesamte nördliche Halbkugel verbreitet und kommt in Asien (Japan, China), Nordamerika (USA, Kanada) und Europa vor. In Europa ist der Pilz im Süden von der Iberischen Halbinsel im Südwesten bis zur Ukraine im Südosten verbreitet. In Nordeuropa findet man ihn in Norwegen bis zum Nordkapp und in Schweden bis nach Lappland. In Großbritannien ist er weit verbreitet, aber nicht häufig, in den Niederlanden hingegen ist er ziemlich häufig. Auch in Deutschland, Österreich und der Schweiz gehört der Zimtbraune Hautkopf zu den häufigsten Schleierlingen.
Der Hautkopf wächst meist in Nadelwäldern, vor allem bei Fichten und Kiefern, kommt aber auch bei Birken vor. Er wurde aber auch in Eichenwäldern gefunden, sofern hier keine Verwechslung mit nahe verwandten Arten vorliegt.

## Systematik
Etymologie
Das lateinische Artepitheton „cinnamomeus“ bedeutet zimtfarbig oder zimtbraun und bezieht sich auf den mehr oder weniger zimtbraunen Hut.
Der Zimtbraune Hautkopf wurde bereits von Carl von Linné als Agaricus cinnamomeus beschrieben. Dieser Name wurde 1821 durch Elias M. Fries sanktioniert. Im gleichen Jahr stellte der britische Naturforscher S.F. Gray die Art als Cortinaria cinnamomea in die Gattung Cortinarius. Auch wenn Gray die weibliche Form des Gattungsnamens verwendete, wurde die Art von ihm gültig neukombiniert. E.M. Fries, der häufig als Autor angegeben wird, führte die Neukombination erst 1838 durch.
Neben dem wissenschaftlichen Artnamen existieren zahlreiche homotypische Synonyme wie: Flammula cinnamomea (L.) Kummer (1871), Gomphos cinnamomeus (L.) Kuntze (1898) und Dermocybe cinnamomea (L.) Wünsche (1877). Sie sind Zeugnis für die zahlreichen Versuche die artenreiche Gattung Cortinarius in kleinere Gattungen aufzuspalten.

Likelihood Stammbaum der C. cinnamoneus-Verwandtschaft:
Es wurden nur Bootstrap-Werte über 50 % angegeben. Weitergehende Informationen zu den Sequenzen und zur Berechnung des Stammbaumes finden sich in der Bildbeschreibung.
Legende:
Fettdruck: Sequenz des Typus einer Art
** : unkorrekte Identifizierung
C. cinnamoneus Sequenz
Sequenz mit unkorrekter C. cinnamoneus-Identifizierung

Eine Sequenzierung der ITS Region des rRNA-Gens hat gezeigt, dass der 1972 in Michigan gesammelte und beschriebene Cortinarius subcroceofolius  Ammirati & A.H. Sm. und der in Frankreich (Isère) gesammelte und 1994 beschriebene Cortinarius fervidoides Bidaud, Moënne-Locc. & Reumaux Synonyme sind, da sich die Holotypen der beiden Arten nicht vom Neotypus des Zimtbraunen Hautkopfes unterscheiden.
Gerade bei der Lektüre von älterer Literatur, sollte man bedenken, dass der Name nicht immer im heutigen Sinne verwendet wurde. So ist Dermocybe cinnamomea im Sinne von A. Ricken und Cortinarius cinnamomeus im Sinne von G. Bresadola synonym zum sehr ähnlichen Safranblättrigen Hautkopf (C. croceus).
Weiter zeigen die ITS-Sequenzanalysen, dass der Zimtbraune Hautkopf zum Croceus-Komplex gehört. Die ITS2-Sequenzen dieser Arten unterscheiden sich zu weniger als 1,5 %. Der Zimtbraune Hautkopf zeigt eine über 99-prozentige Ähnlichkeit (percent identity in der Blast-Analyse) zu C. polaris (Bronze-Hautkopf), C. sylvae-norvegicae, C. croceus (Safranblättrigen Hautkopf) und C. zakii. Der Bronze-Hautkopf hat eine arktisch-alpiner Verbreitung und kommt in Norwegen, Spitzbergen und Alaska vor. Er wurde aber auch in den deutschen Alpen gefunden. C. sylvae-norvegicae ist eine boreale bis nordboreale Art, die man in den Birken- und Fichtenwäldern Skandinaviens finden kann, und C. zakii ist eine nordamerikanische Art, die dem Safranblättrigen Hautkopf sehr nahe steht. Ebenfalls sehr nahe verwandt sind C. holoxanthus (Ganzgelber Hautkopf), C. huronensis (Braunhütiger Sumpf-Hautkopf), C. incognitus und C. thiersii mit über 98 % Ähnlichkeit. Die beiden letztgenannten sind rein nordamerikanische Arten. Innerhalb des Croceus-Komplexes bildet der Zimtbraune Hautkopf zusammen mit dem Gelbblättrigen Zimt-Hautkopf (C. cinnamomeoluteus) und dem Kupferroter Moor-Hautkopf (C. uliginosus) eine Abstammungslinie (Klade).

### Systematische Einordnung innerhalb der Gattung
Der Zimtbraune Hautkopf wird in die Untergattung Dermocybe und innerhalb der Untergattung in die Sektion Dermocybe (Cinnamomei) gestellt. Die Vertreter haben gelbe, orange, grüne, aber niemals rote Lamellen.
Molekularphylogenetische Untersuchungen von Y.J. Liu und seinen Coautoren haben gezeigt, dass die Sektion Dermocybe innerhalb der Gattung/Untergattung Dermocybe ein Monophylum bildet und klar von den Sektionen Malicoriae und Sanguineae abgegrenzt ist.

## Bedeutung
Der Zimtbraune Hautkopf ist wie alle Hautköpfe kein Speisepilz. Aufgrund ihrer abführenden Wirkung, die auf den hohen Gehalt von Anthrachinon-Derivaten zurückzuführen ist, werden Hautköpfe meist als giftig eingestuft. Anthrachinone sind eine Klasse von Naturstoffen, die sich formal vom Anthrachinon ableiten. Sie sind zum Beispiel auch in Rhabarberwurzeln und Faulbaumrinde enthalten, die als pflanzliche Abführmittel verwendet werden.

### Verwendung als Färbepilze
Der hohe Gehalt an Anthrachinonfarbstoffen, der bisweilen mehrere Prozent der Trockenmasse ausmachen kann, macht Hautköpfe zu sehr guten Färbepilzen. Besonders in Skandinavien werden sie gerne zum Färben von Wolle verwendet. Mit dem im Zimthautkopf enthaltenen Farbstoffen lassen sich rosa bis orange Farbtöne erzielen. Damit der Farbstoff an der Wolle haften bleibt, muss mit Alaun oder anderen Aluminiumsalzen gebeizt werden.

### Inhaltsstoffe
Die Hauptpigmente des Zimtbraunen Hautkopfes sind Flavomannin-6.6'-dimethylether (FDM) (zitrongelb bis grünlich gelb) zusammen mit Anhydroflavomannin-9.10-chinon-6.6'-dimethylether (gelb) und weiteren Oxidationsprodukten (gelb bis gelbbraun), sowie die beiden Anthrachinoncarbonsäuren Dermolutein (gelb) und Dermorubin (purpurrosa). In geringer Menge wurden auch 5-Chlorodermorubin (purpurrosa), Endocrocin (gelb), sowie die entsprechenden Anthrachinoncarbonsäure-Glykoside nachgewiesen. Nahezu identische Pigmentzusammensetzungen haben auch die nahe verwandten Arten C. cinnamomeoluteus, C. croceus und C. uliginosus.

Hauptpigmente von C. cinnamoneus
Flavomannin-6.6'- dimethylether (grünlich gelb)
Dermolutein (gelb)
Dermorubin (purpurrosa)
5-Chlorodermorubin (purpurrosa)
Endocrocin (gelb)